# John Wrathall
John Wrathall (tra il 1929 ed il 1932 – Londra, tra il 1972 ed il 1975) è stato un calciatore e tennista neozelandese.
Soprannominato il Gentiluomo per i suoi modi gentili ed educati sia dentro che fuori dal campo, John Wrathall è considerato il calciatore neozelandese più forte della storia e tra i più grandi calciatori oceanici di sempre.
Detiene il primato di giocatore oceanico con più goal della storia del calcio, ed è uno dei giocatori più prolifici di sempre, tanto da rientrare nella speciale classifica dei giocatori che hanno segnato almeno 1000 goal in carriera.
Considerato come uno dei pionieri del calcio in Nuova Zelanda, Wrathall ha giocato circa per venticinque anni prima di ritirarsi conquistando numerosi record.
È stato inoltre inserito nella hall of fame dell’Eastern Suburbs, club con il quale ha militato per tutta la carriera.
Da giovane vinse il campionato giovanile neozelandese di tennis.
Data e luogo di nascita sono sconosciuti, ma è invece noto che Wrathall è morto improvvisamente all’età di 43 anni a Londra.

## Caratteristiche tecniche
Dotato di un ottimo controllo di palla e di un eccellente dribbling, Wrathall superava facilmente i difensori (grazie anche alla sua agilità e alla sua bassa statura) e segnava spesso 1vs1 contro il portiere.

## Carriera

### Club
Ha iniziato a giocare che frequentava ancora la scuola superiore, ma in poco tempo divenne pilastro del club, guidandolo alla vittoria di cinque coppe nazionali (che all’epoca avevano valenza nazionale, ovvero assegnavano il titolo di campione nazionale) nel 1951, 53, 65, 68 e 69
In particolar modo segnò entrambi i goal nella vittoria per 2-0 nella finale del 1968, e segnò il primo goal della finale del 1969.
Ha concluso la sua carriera in una sfida di campionato del 1972 in una vittoria per 3-0, tutti e tre i goal furono segnati da Wrathall.

### Nazionale
Con la nazionale Wrathall ha disputato pochi incontri, ciò non è dovuto a mancate convocazioni dalla nazionale, che al contrario spingeva per avere il giocatore in squadra, ma da Wrathall, che aveva paura di perdere il proprio lavoro, che all’epoca era più redditizio del calcio.

## Palmarès

### Squadra
- Coppa della Nuova Zelanda: 5
- Campionato Neozelandese: 1
- Northern League Championship: 2
- Rothmans National League: 1
- Auckland FA Championship: 7

### Individuale
- Inserito nel hall of fame dell’Eastern Suburbs

## Record
- Unico giocatore ad aver segnato mille goal con un singolo club (in incontri ufficiali e non).
- Capocannoniere dell’Eastern Suburbs Association Football Club.
- Calciatore oceanico più prolifico della storia.
- Unico calciatore del continente oceanico ad aver segnato almeno 1000 goal.
- Primo giocatore ad aver segnato in una partita di campionato per gli Eastern Suburbs.

## Cultura di massa
Nel 1975 in memoria di John Wrathall fu creato il John Wrathall Memorial Trophy for Sportsmanship and Outstanding Service to Football, un torneo per club neozelandesi intitolato a suo nome.